# بيل غاردينس (كاليفورنيا)
بيل غاردينس (بالإنجليزية: Bell Gardens)‏ هي إحدى مدن مقاطعة لوس أنجليس، كاليفورنيا. تم إعطاءها لقب مدينة في 1 أغسطس، 1961.

## التركيبة السكانية
حدّد مكتب تعداد الولايات المتحدة بيانات التركيبة السكانية لبيل غاردينس في تعداد الولايات المتحدة. في ما يلي، التركيبة السكانية حسب تعدادي 2000 و2010.

### تعداد عام 2000
بلغ عدد سكان بيل غاردينس 44,054 نسمة بحسب تعداد عام 2000، وبلغ عدد الأسر 9,466 أسرة وعدد العائلات 8,511 عائلة مقيمة في المدينة. في حين سجلت الكثافة السكانية 6,905 نسمة لكل كيلومتر مربع (17,883.9/ميل2). وبلغ عدد الوحدات السكنية 9,788 وحدة بمتوسط كثافة قدره 1,534.2 لكل كيلومتر مربع (3,973.6/ميل2).
وتوزع التركيب العرقي للمدينة بنسبة 48.08% من البيض و0.97% من الأمريكيين الأفارقة و1.66% من الأمريكيين الأصليين و0.61% من الأمريكيين ذوي الأصول الآسيوية و0.10% من سكان جزر المحيط الهادئ و43.88% من الأعراق الأخرى و4.70% من عرقين مختلطين أو أكثر و93.37% من الهسبانيون أو اللاتينيون من أي عرق.
بلغ عدد الأسر 9,466 أسرة كانت نسبة 74.2% منها لديها أطفال تحت سن الثامنة عشر تعيش معهم، وبلغت نسبة الأزواج القاطنين مع بعضهم البعض 60.1% من أصل المجموع الكلي للأسر، ونسبة 19.6% من الأسر كان لديها معيلات من الإناث دون وجود شريك، بينما كانت نسبة 10.3% من الأسر لديها معيلون من الذكور دون وجود شريكة وكانت نسبة 10.1% من غير العائلات. تألفت نسبة 7.2% من أصل جميع الأسر من عدة أفراد يعيشون في نفس المنزل ونسبة 2.8% كانت تتألف من شخص يعيش بمفرده يبلغ من العمر 65 عاماً أو أكثر. وبلغ متوسط حجم الأسرة المعيشية 4.61، أما متوسط حجم العائلات فبلغ 4.69.
بلغ العمر الوسطي للسكان 23.8 عاماً. وكانت نسبة 39.5% من القاطنين تحت سن الثامنة عشر، وكانت نسبة 12.8% بين الثامنة عشر والرابعة والعشرين عاماً، ونسبة 31.3% كانت واقعةً في الفئة العمرية ما بين الخامسة والعشرين والرابعة والأربعين عاماً، ونسبة 11.9% كانت ما بين الخامسة والأربعين والرابعة والستين، ونسبة 3.5% كانت ضمن فئة الخامسة والستين عاماً فما فوق. يوجد لكل 100 أنثى 102.3 ذكر، ويوجد لكل 100 أنثى في الثامنة عشر من عمرها فما فوق 101.9 ذكر.
بلغ متوسط دخل الأسرة في المدينة 30,597 دولارًا، أما متوسط دخل العائلة فبلغ 30,419 دولارًا. وكان متوسط دخل الذكور 21,151 دولارًا مقابل 16,461 دولارًا للإناث. وسجل دخل الفرد الخاص بالمدينة 8,415 دولارًا. وكانت نسبة 25.3% من العائلات ونسبة 27.3% من السكان تحت خط الفقر، وكان من هؤلاء نسبة 33.7% تحت سن الثامنة عشر ونسبة 21.4% في الخامسة والستين من العمر وما فوق.

### تعداد عام 2010
بلغ عدد سكان بيل غاردينس 42,072 نسمة بحسب تعداد عام 2010، وبلغ عدد الأسر 9,655 أسرة وعدد العائلات 8,572 عائلة مقيمة في المدينة. في حين سجلت الكثافة السكانية 6,594.4 نسمة لكل كيلومتر مربع (17,079.4/ميل2). وبلغ عدد الوحدات السكنية 9,986 وحدة بمتوسط كثافة قدره 1,565.2 لكل كيلومتر مربع (4,053.8/ميل2).
وتوزع التركيب العرقي للمدينة بنسبة 49.50% من البيض و0.90% من الأمريكيين الأفارقة و1.13% من الأمريكيين الأصليين و0.62% من الأمريكيين ذوي الأصول الآسيوية و0.09% من سكان جزر المحيط الهادئ و44.65% من الأعراق الأخرى و3.11% من عرقين مختلطين أو أكثر و95.72% من الهسبانيون أو اللاتينيون من أي عرق.
بلغ عدد الأسر 9,655 أسرة كانت نسبة 65.8% منها لديها أطفال تحت سن الثامنة عشر تعيش معهم، وبلغت نسبة الأزواج القاطنين مع بعضهم البعض 54.9% من أصل المجموع الكلي للأسر، ونسبة 22.2% من الأسر كان لديها معيلات من الإناث دون وجود شريك، بينما كانت نسبة 11.7% من الأسر لديها معيلون من الذكور دون وجود شريكة وكانت نسبة 11.2% من غير العائلات. تألفت نسبة 7.8% من أصل جميع الأسر من عدة أفراد يعيشون في نفس المنزل ونسبة 2.7% كانت تتألف من شخص يعيش بمفرده يبلغ من العمر 65 عاماً أو أكثر. وبلغ متوسط حجم الأسرة المعيشية 4.31، أما متوسط حجم العائلات فبلغ 4.40.
بلغ العمر الوسطي للسكان 27.3 عاماً. وكانت نسبة 34% من القاطنين تحت سن الثامنة عشر، وكانت نسبة 12.4% بين الثامنة عشر والرابعة والعشرين عاماً، ونسبة 30.2% كانت واقعةً في الفئة العمرية ما بين الخامسة والعشرين والرابعة والأربعين عاماً، ونسبة 18.2% كانت ما بين الخامسة والأربعين والرابعة والستين، ونسبة 5.2% كانت ضمن فئة الخامسة والستين عاماً فما فوق. وتوزع التركيب الجنسي للسكان بنسبة 49.9% ذكور و50.1% إناث.

## أعلام
- ميخائيل غرانفيل
- جون فورس
- هكتور خيمينيز